# Provinz San Juan
San Juan ist eine Provinz im Westen von Argentinien. Die Provinz ist umgeben von den Provinzen La Rioja im Norden, San Luis im Südosten und von Mendoza im Süden. Außerdem grenzt San Juan im Westen an Chile.

## Geographie und Klima

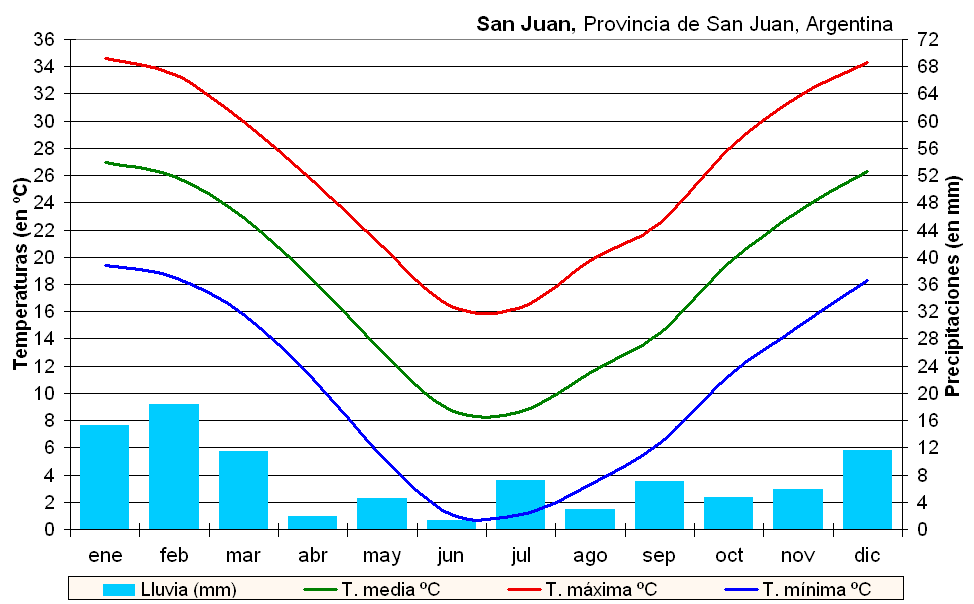
Klimadiagramm

Die Provinz wird durch zwei markante Gebirgszüge durchzogen: die Anden im Westen und die Sierra de Valle Fértil, die zu den Sierras Pampeanas gehört, im Osten. Höchste Erhebung ist der Mercedario mit 6770 m, der zu den höchsten Bergen Amerikas gehört.
Die Vegetation entspricht zum großen Teil der des Monte, einer steppenhaften Buschlandschaft, mit einigen kleineren Wüstengebieten. Wichtige Flüsse sind der Río Salado del Oeste im Osten, der in der Provinz die beiden Namen Río Bermejo und Río Desaguadero einnimmt, der Río Jáchal im Norden und der Río San Juan im Süden.
Das Klima ist gemäßigt, mit heißen Sommern (durchschnittlich 22 bis 27 °C je nach Höhenlage) und kühlen Wintern (6 bis 10 °C). Die Niederschlagsmenge ist gering und auf die Sommermonate konzentriert, sie liegt zwischen 100 mm im Westen und 200 mm im Osten. Die Temperaturschwankungen zwischen Tag und Nacht sind wegen der trockenen Luft beträchtlich und liegen meist über 20 °C.

## Bevölkerung
Wegen des trockenen, steppenhaften Charakters des größten Teils der Provinz lebt der überwiegende Teil der Bevölkerung konzentriert in wenigen Oasentälern. Über 80 % leben in Gran San Juan (ca. 450.000 Einwohner), dem Großraum um San Juan, das in der Oase von Tulum liegt. Weitere wichtige Städte sind Caucete im Osten der Provinz (38.000 Einwohner) und San José de Jáchal (11.000 Einwohner) im Norden.
Die indigene Urbevölkerung (Huarpes) ist zahlenmäßig nur noch sehr gering vertreten, ihre Kultur und Sprache gilt als nahezu ausgestorben. Laut der Volkszählung 2001 gibt es noch 13.838 Huarpes, die neben San Juan auch noch in Mendoza, San Luis und Buenos Aires zu finden sind.

## Verwaltungsgliederung
Die Provinz San Juan ist in 19 Departamentos unterteilt. Departamentos und Gemeinden (municipios) sind territorial identisch.

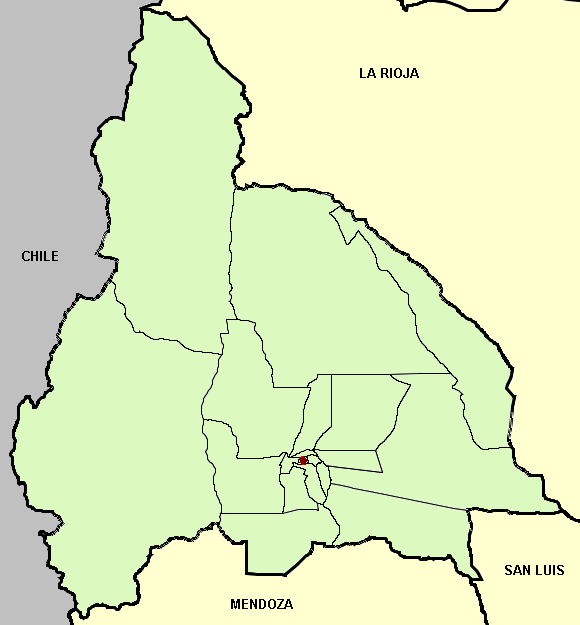
Politische Verwaltungsgliederung der Provinz San Juan

| Departamento        | Hauptstadt               | Fläche in km² | Einwohner (2022) |
| Albardón            | Villa General San Martín | 00.945        | 031.284          |
| Angaco              | El Salvador              | 01.865        | 0010.176         |
| Calingasta          | Tamberías                | 22.589        | 0011.034         |
| Capital             | San Juan                 | 00.030        | 115.390          |
| Caucete             | Caucete                  | 07.502        | 044.047          |
| Chimbas             | Chimbas                  | 00.062        | 105.627          |
| Iglesia             | Rodeo                    | 19.801        | 008.845          |
| Jáchal              | San José de Jáchal       | 14.749        | 025.297          |
| Nueve de Julio      | 9 de Julio               | 00.185        | 0012.514         |
| Pocito              | Villa Aberastain         | 00.515        | 072.915          |
| Rawson              | Villa Krause             | 00.300        | 136.617          |
| Rivadavia           | Rivadavia                | 00.157        | 0101.666         |
| San Martín          | San Isidro               | 00.435        | 015.037          |
| Santa Lucía         | Santa Lucía              | 00.045        | 062.729          |
| Sarmiento           | Villa Media Agua         | 02.782        | 027.188          |
| Ullum               | Villa Ibáñez             | 04.391        | 006.454          |
| Valle Fértil        | Villa San Agustín        | 06.419        | 008.526          |
| Veinticinco de Mayo | Villa Santa Rosa         | 04.519        | 020.824          |
| Zonda               | Villa Basilio Nievas     | 02.360        | 006.683          |

## Tourismus
Die Provinz ist vom Tourismus noch recht wenig berührt. Besonders sehenswert ist der Naturpark Ischigualasto, auch bekannt unter dem Namen Valle de la Luna, das zum Weltnaturerbe der UNESCO gehört und mehrere kuriose Gesteinsformationen aufweist. Weitere Touristenorte sind Barreal in den Anden, in dessen Umgebung sich auch das nördlichste Skigebiet Argentiniens befindet, sowie Villa San Agustín in den östlichen Sierren. Neben Ischigualasto gibt es zwei weitere Nationalparks in der Provinz: El Leoncito im Süden und San Guillermo im Norden.